# Hofsá
Hofsá í Vopnafirði è un fiume che scorre nella parte nordorientale dell'Islanda.

## Descrizione
L'Hofsá si origina come effluente del lago Sænautavatn e va a sfociare dopo 85 km nel Vopnafjörður, nel Mare della Groenlandia. Durante il percorso riceve le acque di numerosi fiumi minori. Poco dopo aver lasciato l'altopiano Jökuldalsheiði, scorre attraverso la valle Hofsárdalur e per andare infine a sfociare nella parte sud del Vopnafjarðarbotn.

## Pesca
Come molti altri fiumi dell'Islanda, l'Hofsá è un fiume famoso per la pesca al salmone.
Tra il 1974 e il 2013 si è avuta una media di 1.139 salmoni pescati all'anno, con un massimo di 2.239 nel 1992 e un minimo di 141 nel 1980.
Il peso medio del pescato è compreso tra 3,0 e 3,5 kg.
Nell'Hofsá si riescono a pescare salmoni risalendo il corso del fiume fino a 30 km a partire dalla foce, mentre per la pesca della trota il tratto utile è compreso in 6 km. La stagione della pesca al salmone va dagli inizi di luglio a metà settembre.